# Hemithyone semperi
Hemithyone semperi is een zeekomkommer uit de familie Heterothyonidae.
De wetenschappelijke naam van de soort werd in 1884 gepubliceerd door Francis Jeffrey Bell.